# Diana Lazăr
Diana Lazăr (n. Puiu, 24 august 1991, în Turnu Severin) este o handbalistă din România care joacă pentru clubul CS Gloria 2018 Bistrița-Năsăud pe postul de intermediar stânga. În 2013 și 2015, Lazăr a fost inclusă și în lotul lărgit al echipei naționale a României.

## Carieră
Diana Lazăr a început să joace handbal în orașul natal, la Clubul Sportiv Școlar Drobeta Turnu Severin. De acolo, ea a ajuns la echipa de junioare a Clubului Sportiv Școlar 2 Baia Mare, cu care, în 2010, a câștigat medalia de aur a Campionatului Național rezervat acestei categorii de vârstă. În același an a fost cooptată de echipa de senioare a HCM Baia Mare, unde a rămas până în 2014. În această perioadă ea a jucat și la echipa a doua a clubului din Baia Mare, unde a fost una din cele mai bune marcatoare. Cu HCM Baia Mare, Lazăr a câștigat un titlu național, în 2014, două Cupe ale României, în 2013 și 2014, precum și Supercupa din 2013.
În iulie 2014, la terminarea contractului cu clubul din Baia Mare, Diana Lazăr s-a transferat la HC Zalău, iar în 2016, a semnat cu „U” Cluj. Din 2021 ea evoluează pentru Gloria 2018 Bistrița-Năsăud.
În iunie 2017, handbalista s-a căsătorit cu Radu Lazăr, inter stânga la echipa de handbal Potaissa Turda.

## Palmares
- Liga Campionilor:
  - Grupe: 2014

- Liga Națională:
  -  Câștigătoare: 2014
  -  Medalie de argint: 2013

- Cupa României:
  -  Câștigătoare: 2013, 2014

- Supercupa României:
  -  Câștigătoare: 2013

- Campionatul Național de Junioare I:
  -  Câștigătoare: 2010
  -  Medalie de bronz: 2009

## Premii individuale
- Interul stânga al echipei ideale a Campionatului Național de Junioare I: 2010[5][6]

## Statistică goluri
Conform Federației Române de Handbal și Federației Europene de Handbal:
| Sezon                 | Echipă | Goluri |
| --------------------- | ------ | ------ |
|                       |        |        |
| 2010-11               |        |        |
| HCM Știința Baia Mare | 12     |        |
|                       |        |        |
| 2011-12               |        |        |
| HCM Baia Mare         | 57     |        |
|                       |        |        |
| 2012-13               |        |        |
| HCM Baia Mare         | 14     |        |
|                       |        |        |
| 2013-14               |        |        |
| HCM Baia Mare         | 13     |        |
|                       |        |        |
| 2014-15               |        |        |
| HC Zalău              | 127    |        |
|                       |        |        |
| 2015-16               |        |        |
| HC Zalău              | 89     |        |
|                       |        |        |
| 2016-17               |        |        |
| „U” Cluj              | 86     |        |
|                       |        |        |
| 2017-18               |        |        |
| „U” Cluj              | 138    |        |
|                       |        |        |
| 2018-19               |        |        |
| „U” Cluj              | 128    |        |
|                       |        |        |
| 2019-20               |        |        |
| „U” Cluj              | 43     |        |
|                       |        |        |
| 2020-21               |        |        |
| „U” Cluj              | 131    |        |

| Sezon                          | Echipă | Goluri |
| ------------------------------ | ------ | ------ |
|                                |        |        |
| 2010-11                        |        |        |
| HCM Știința Baia Mare          | 9      |        |
|                                |        |        |
| 2012-13                        |        |        |
| HCM Baia Mare                  |        |        |
|                                |        |        |
| 2013-14                        |        |        |
| HCM Baia Mare                  | -      |        |
|                                |        |        |
| 2014-15                        |        |        |
| HC Zalău                       | -      |        |
|                                |        |        |
| 2015-16                        |        |        |
| HC Zalău                       | 3      |        |
|                                |        |        |
| 2016-17                        |        |        |
| „U” Cluj                       | 7      |        |
|                                |        |        |
| 2017-18                        |        |        |
| „U” Cluj                       | 6      |        |
|                                |        |        |
| 2018-19                        |        |        |
| „U” Cluj                       | 17     |        |
|                                |        |        |
| 2019-20                        |        |        |
| „U” Cluj                       | -      |        |
|                                |        |        |
| 2020-21                        |        |        |
| CS Gloria 2018 Bistrița-Năsăud | 1      |        |

| Sezon         | Echipă | Goluri |
| ------------- | ------ | ------ |
|               |        |        |
| 2012-13       |        |        |
| HCM Baia Mare | -      |        |

| Sezon         | Echipă | Goluri |
| ------------- | ------ | ------ |
|               |        |        |
| 2013-14       |        |        |
| HCM Baia Mare | 5      |        |